# Championnat de France de Formule 4 2022
Navigation
Édition précédente Édition suivante
La saison 2022 du championnat de France de Formule 4 se déroule du 16 avril au 16 octobre au sein du format championnat de France des Circuits pour la majorité des épreuves. Le championnat est toujours certifié par la FIA. Le championnat utilise dorénavant les châssis Mygale M21 et des moteurs Renault 1.3L turbocompressé préparés par Oreca.

## Liste des pilotes
Comme les saisons précédentes, aucune équipe ne participe au championnat, toutes les voitures étant engagées et préparées par la FFSA Academy.
| N°      | Pilote                   | Cat. | Manches |
| ------- | ------------------------ | ---- | ------- |
| 4       | Pablo Sarrazin           |      | Toutes  |
| 5       | Pol López                |      | Toutes  |
| 6       | Amir Sayed               |      | 1-4     |
| 6       | Garrett Berry            | G    | 7       |
| 7       | Dario Cabanelas          |      | Toutes  |
| 8       | Romain Andriolo          |      | Toutes  |
| 9       | Lény Réveillère          |      | Toutes  |
| 10      | Alessandro Giusti        |      | Toutes  |
| 11      | Pierre-Alexandre Provost |      | Toutes  |
| 15      | Yuto Nomura              |      | Toutes  |
| 16      | Luciano Morano           |      | 1-4, 7  |
| 23      | Lorens Lecertua          |      | Toutes  |
| 25      | Louis Pelet              |      | Toutes  |
| 27      | Edgar Pierre             |      | Toutes  |
| 28      | Max Reis                 |      | Toutes  |
| 33      | Souta Arao               |      | Toutes  |
| 36      | Enzo Géraci              |      | Toutes  |
| 37      | Antoine Fernande         |      | Toutes  |
| 46      | Elliott Vayron           |      | Toutes  |
| 66      | Enzo Richer              |      | Toutes  |
| 68      | Hugh Barter              |      | Toutes  |
| 69      | Jerónimo Berrío          |      | Toutes  |
| 72      | Mateo Villagómez         |      | Toutes  |
| 74      | Enzo Peugeot             |      | Toutes  |
| 77      | Valentino Mini           |      | Toutes  |
| Sources |                          |      |         |

## Calendrier
Après un calendrier 2021 perturbé par la pandémie de Covid-19, la saison 2022 voit le retour à un calendrier plus classique avec le retour des manches de Pau, Spa-Francorchamps et de Valence.
| N° | Date            | Circuit                          | Lieu          |
| -- | --------------- | -------------------------------- | ------------- |
| 1  | 16–18 avril     | Circuit Paul Armagnac            | Nogaro        |
| 2  | 6–8 mai         | Circuit de Pau-Ville             | Pau           |
| 3  | 13–15 mai       | Circuit de Nevers Magny-Cours    | Magny-Cours   |
| 4  | 28–30 juillet   | Circuit de Spa-Francorchamps     | Francorchamps |
| 5  | 9–11 septembre  | Circuit de Lédenon               | Lédenon       |
| 6  | 16–18 septembre | Circuit de Valence Ricardo Tormo | Cheste        |
| 7  | 14–16 octobre   | Circuit Paul Ricard              | Le Castellet  |

## Résultats
| Manche | Manche | Circuit                                     | Pole Position     | Meilleur tour     | Vainqueur                |
| ------ | ------ | ------------------------------------------- | ----------------- | ----------------- | ------------------------ |
| 1      | C1     | Circuit Paul Armagnac, Nogaro               | Hugh Barter       | Souta Arao        | Hugh Barter              |
| 1      | C2     | Circuit Paul Armagnac, Nogaro               |                   | Yuto Nomura       | Yuto Nomura              |
| 1      | C3     | Circuit Paul Armagnac, Nogaro               | Hugh Barter       | Hugh Barter       | Hugh Barter              |
| 2      | C1     | Circuit de Pau-Ville, Pau                   | Souta Arao        | Hugh Barter       | Hugh Barter              |
| 2      | C2     | Circuit de Pau-Ville, Pau                   |                   | Hugh Barter       | Romain Andriolo          |
| 2      | C3     | Circuit de Pau-Ville, Pau                   | Hugh Barter       | Hugh Barter       | Souta Arao               |
| 3      | C1     | Circuit de Nevers Magny-Cours, Magny-Cours  | Hugh Barter       | Dario Cabanelas   | Hugh Barter              |
| 3      | C2     | Circuit de Nevers Magny-Cours, Magny-Cours  |                   | Yuto Nomura       | Yuto Nomura              |
| 3      | C3     | Circuit de Nevers Magny-Cours, Magny-Cours  | Hugh Barter       | Hugh Barter       | Hugh Barter              |
| 4      | C1     | Circuit de Spa-Francorchamps, Francorchamps | Hugh Barter       | Hugh Barter       | Hugh Barter              |
| 4      | C2     | Circuit de Spa-Francorchamps, Francorchamps |                   | Hugh Barter       | Enzo Peugeot             |
| 4      | C3     | Circuit de Spa-Francorchamps, Francorchamps | Hugh Barter       | Hugh Barter       | Hugh Barter              |
| 5      | C1     | Circuit de Lédenon, Lédenon                 | Alessandro Giusti | Hugh Barter       | Hugh Barter              |
| 5      | C2     | Circuit de Lédenon, Lédenon                 |                   | Hugh Barter       | Pierre-Alexandre Provost |
| 5      | C3     | Circuit de Lédenon, Lédenon                 | Alessandro Giusti | Alessandro Giusti | Alessandro Giusti        |
| 6      | C1     | Circuit de Valence Ricardo Tormo, Cheste    | Alessandro Giusti | Hugh Barter       | Hugh Barter              |
| 6      | C2     | Circuit de Valence Ricardo Tormo, Cheste    |                   | Enzo Peugeot      | Enzo Peugeot             |
| 6      | C3     | Circuit de Valence Ricardo Tormo, Cheste    | Alessandro Giusti | Hugh Barter       | Hugh Barter              |
| 7      | C1     | Circuit Paul-Ricard, Le Castellet           | Alessandro Giusti | Alessandro Giusti | Souta Arao               |
| 7      | C2     | Circuit Paul-Ricard, Le Castellet           |                   | Dario Cabanelas   | Jerónimo Berrío          |
| 7      | C3     | Circuit Paul-Ricard, Le Castellet           | Alessandro Giusti | Souta Arao        | Alessandro Giusti        |

## Classements

### Système de points
Tous les résultats des pilotes sont comptés, excepté leur pire manche, ainsi que les circuits ou le pilote à déjà roulé durant la saison en cours dans une autre catégorie. C'est pour cette raison que malgré son nombre de points théorique, Hugh Barter ne pilotant pas qu'en F4 France durant cette saison, est deuxième derrière Alessandro Giusti, ayant par exemple disputé une manche de F4 Espagnole sur le Circuit Ricardo Tormo avant de s'y rendre avec le championnat français, ne marquant pas de points durant ce weekend. Les points non attribués au pilote ne sont pas redistribués. 
La grille de la course 1 est déterminée selon l'ordre des qualifications, la grille de la course 3 est déterminée selon le deuxième meilleur tour de chaque pilote lors des qualifications. La grille de la course 2, offrant moins de points, est déterminée par l'ordre d'arrivée de la course 1 avec le top 10 inversé.
Courses 1 & 3 :
| Position | 1er | 2e | 3e | 4e | 5e | 6e | 7e | 8e | 9e | 10e | Pole | MT |
| Points   | 25  | 18 | 15 | 12 | 10 | 8  | 6  | 4  | 2  | 1   | 1    | 1  |

Course 2 :
| Position | 1er | 2e | 3e | 4e | 5e | 6e | 7e | 8e | MT |
| Points   | 15  | 12 | 10 | 8  | 6  | 4  | 2  | 1  | 1  |